# Opération Sharp Guard

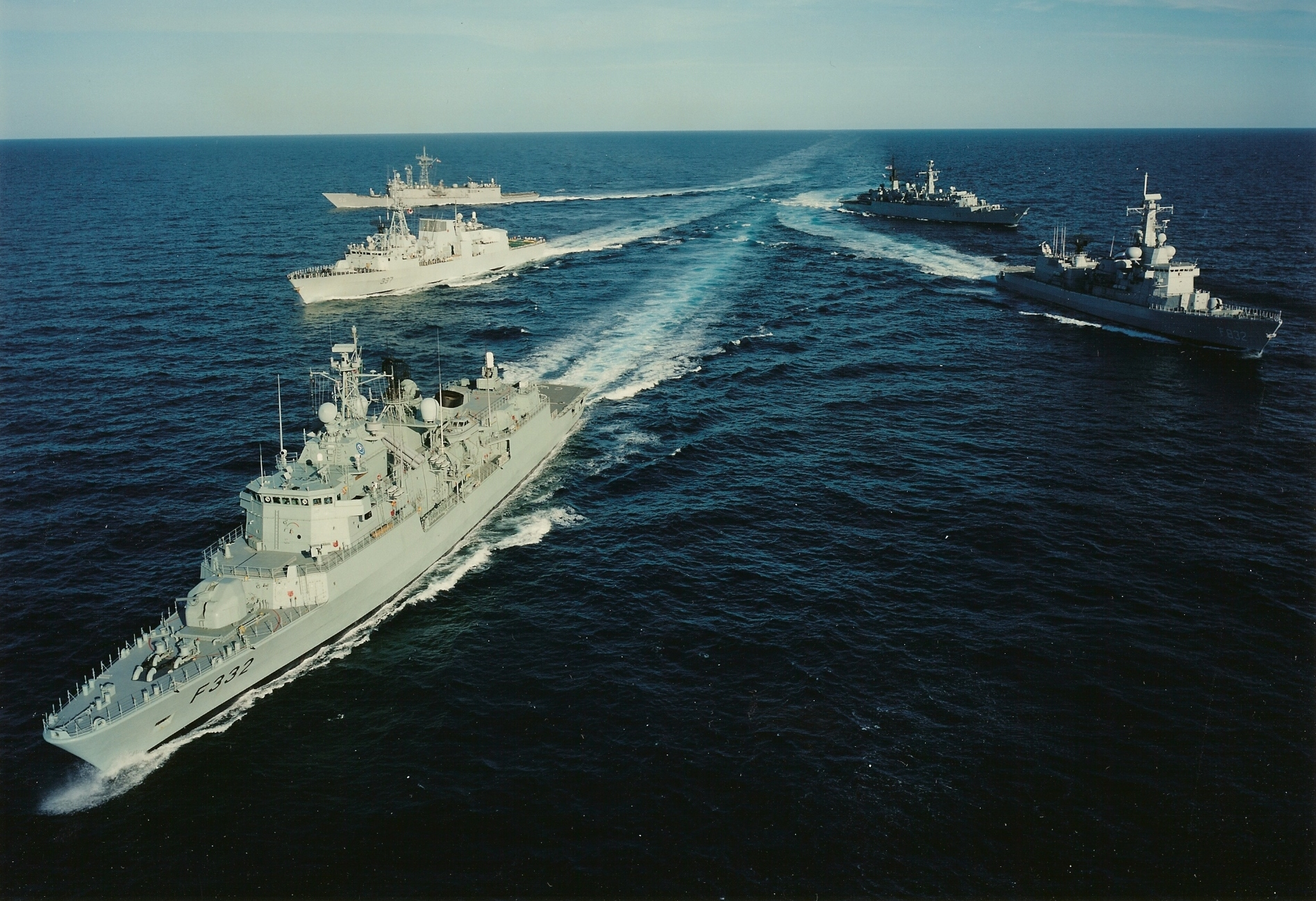
Des navires de l'OTAN dans l'Adriatique en mars 1995 lors de l'opération Sharp Guard.

L'operation Sharp Guard est une opération conjointe entre l'OTAN et l'Union de l'Europe occidentale pour s'assurer de l'application des sanctions économiques et de l'embargo sur les armes décidés par de nombreuses résolutions du Conseil de sécurité des Nations unies contre l'ancienne République fédérale de Yougoslavie. Elle commença le 15 juin 1993, fut suspendue le 19 juin 1996 et prit officiellement fin le 2 octobre 1996. Elle remplaçait les opérations Maritime Guard et Sharp Fence. Ce conflit a d'ailleurs conduit à la réalisation de films comme En territoire ennemi.